# Hans Oppermann
Hans Oppermann (* 13. Oktober 1895 in Braunschweig; † 28. August 1982 in Tübingen) war ein deutscher Klassischer Philologe.

## Leben
Oppermann studierte Klassische Philologie in Bonn und wurde dort 1920 bei August Brinkmann mit einer Arbeit zur griechischen Religionsgeschichte promoviert. Von 1917 bis 1918 hatte er Kriegsdienst geleistet. Danach war er als Lektor an der Universität Greifswald tätig, wo er auch 1926 mit Studien zur Biographie des Plotin habilitiert wurde. 1928 habilitierte sich Oppermann an die Universität Heidelberg um, wo er eine Assistentenstelle erhielt, im September 1932 erhielt er den Titel eines a.o. Professors. Bis 1930 war er eher auf dem Gebiet der Gräzistik tätig, erst seit etwa 1930 wandte er sich mehr der Latinistik zu. 1934 wurde er zunächst als außerordentlicher Professor in Nachfolge des wegen seiner jüdischen Abstammung entlassenen Eduard Fraenkel nach Freiburg berufen, 1935 zum ordentlichen Professor ernannt. Oppermann war überzeugter Nationalsozialist, er war Mitglied der SA und trat 1937 der NSDAP bei. Zusammen mit den beiden anderen Vertretern der Klassischen Philologie in Freiburg, Hans Bogner und Wolfgang Aly, beide ebenfalls Nationalsozialisten, versuchte er eine systemkonforme Ausrichtung des Faches durchzusetzen. 1936 bis 1937 war er Dekan der Philosophischen Fakultät. Ende Januar 1941 wurde er ebenso wie Bogner an die Reichsuniversität Straßburg berufen, wo er bis zu deren Ende 1944 lehrte.
Nach dem Krieg konnte er wegen seiner nationalsozialistischen Vergangenheit nicht mehr als Universitätslehrer tätig werden und wurde 1949 Gymnasiallehrer am Christianeum in Hamburg-Altona. Von 1954 bis zur Pensionierung 1961 war er als Oberstudiendirektor Leiter derJohanneums in Hamburg. 1959 wurde er in Hamburg in die Rechte eines emeritierten o. Professors wiedereingesetzt.
In der Sowjetischen Besatzungszone wurde Oppermanns Schrift Vergil (= Auf dem Wege zum nationalpolitischen Gymnasium, Heft 7. Diesterweg, Frankfurt a. M. 1938) auf die Liste der auszusondernden Literatur gesetzt.

## Editionen (Auswahl)
- Cornelius Nepos. Westermann, Braunschweig 1951
- Bellum Gallicum, C. Julius Caesar. Westermann, Braunschweig 1953
- Wilhelm Raabe. Rowohlt, Reinbek bei Hamburg 1970, ISBN 3-499-50165-1 (rowohlts monographien)
- Julius Caesar. Rowohlt, Reinbek bei Hamburg 1992, ISBN 3-499-50135-X (rowohlts monographien)

Sonstige Schriften
- Der erste Kampf ums Elsaß und die Entstehung der Rheingrenze. Zur 2000-jährigen Wiederkehr des Kampfes zwischen Cäsar und Ariovist, 58 v. u. Z., in: Straßburger Monatshefte. Zeitschrift für das deutsche Volkstum am Oberrhein, Hg. Friedrich Spieser, Straßburg 1942[4]